# Пристань (Артинський міський округ)
При́стань (рос. Пристань) — село у складі Артинського міського округу Свердловської області.
Населення — 991 особа (2010, 1078 у 2002).
Національний склад станом на 2002 рік: росіяни — 95 %.